# Giuseppe Benedetto Cottolengo
Giuseppe Benedetto Cottolengo (Bra, província de Cuneo, Piemont, 3 de maig de 1786 - Chieri província de Torí, Piemont, 30 d'abril de 1842) va ser un prevere italià, fundador de la Petita Casa de la Divina Providència, a partir de la qual se'n van fer d'altres que en honor seu porten el nom de Cottolengo. És venerat com a sant per l'Església catòlica. La seva obra exemplar va fer que fos declarat venerable el 1877, beat el 1917 per Benet XV i finalment canonitzat el 29 d'abril de 1934 per Pius XI.

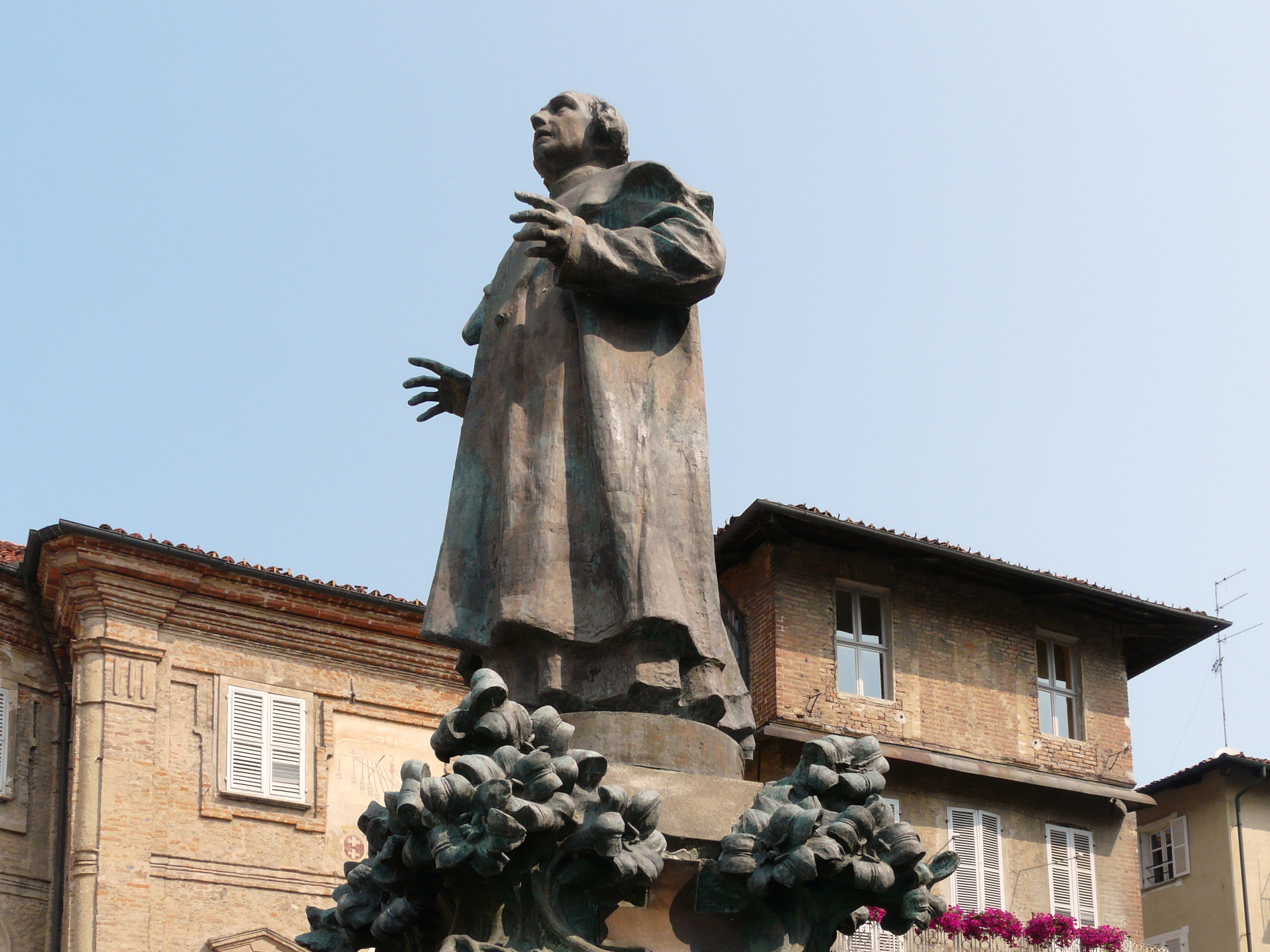
Monument a Bra

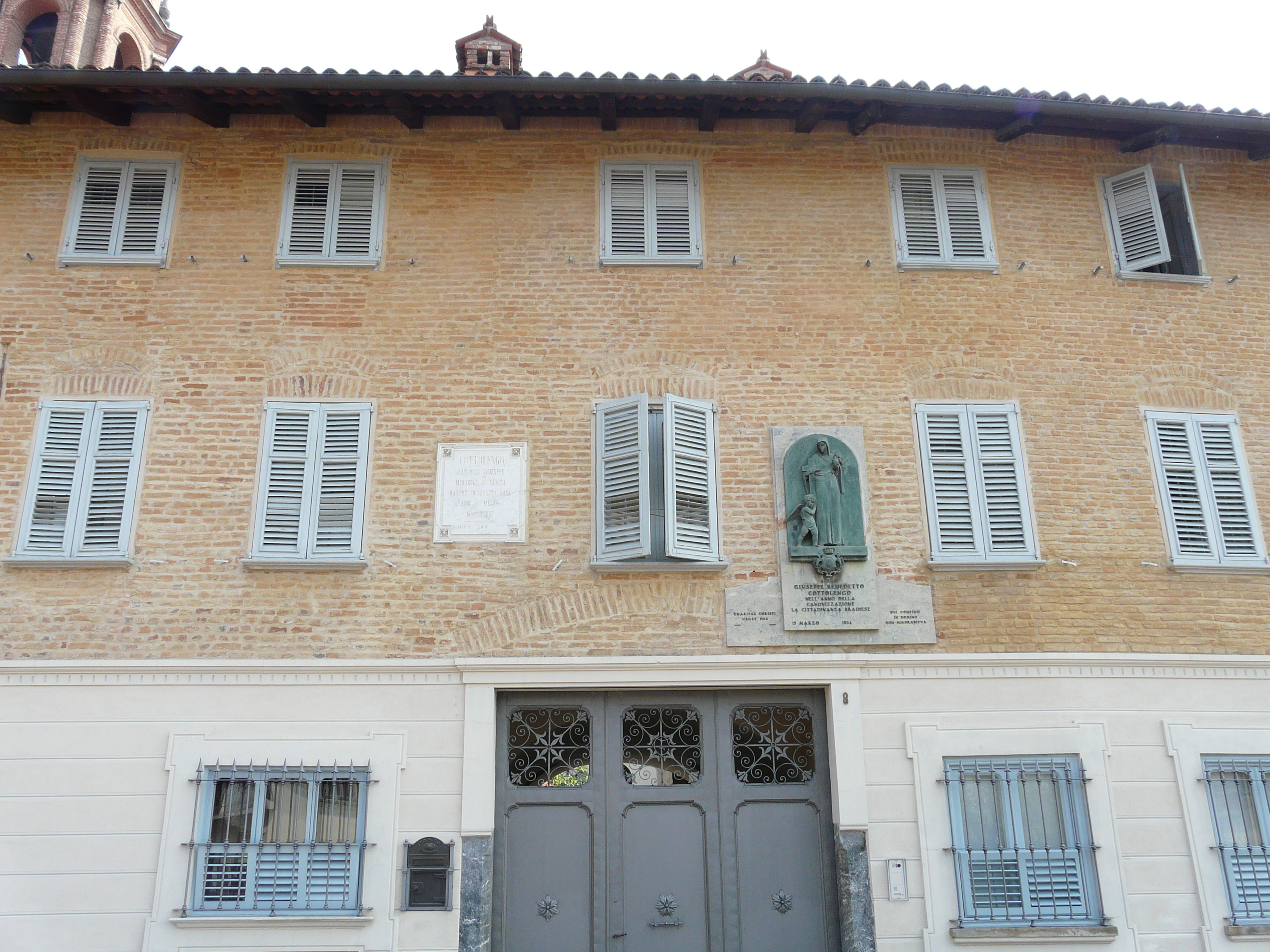
Casa natal a Bra

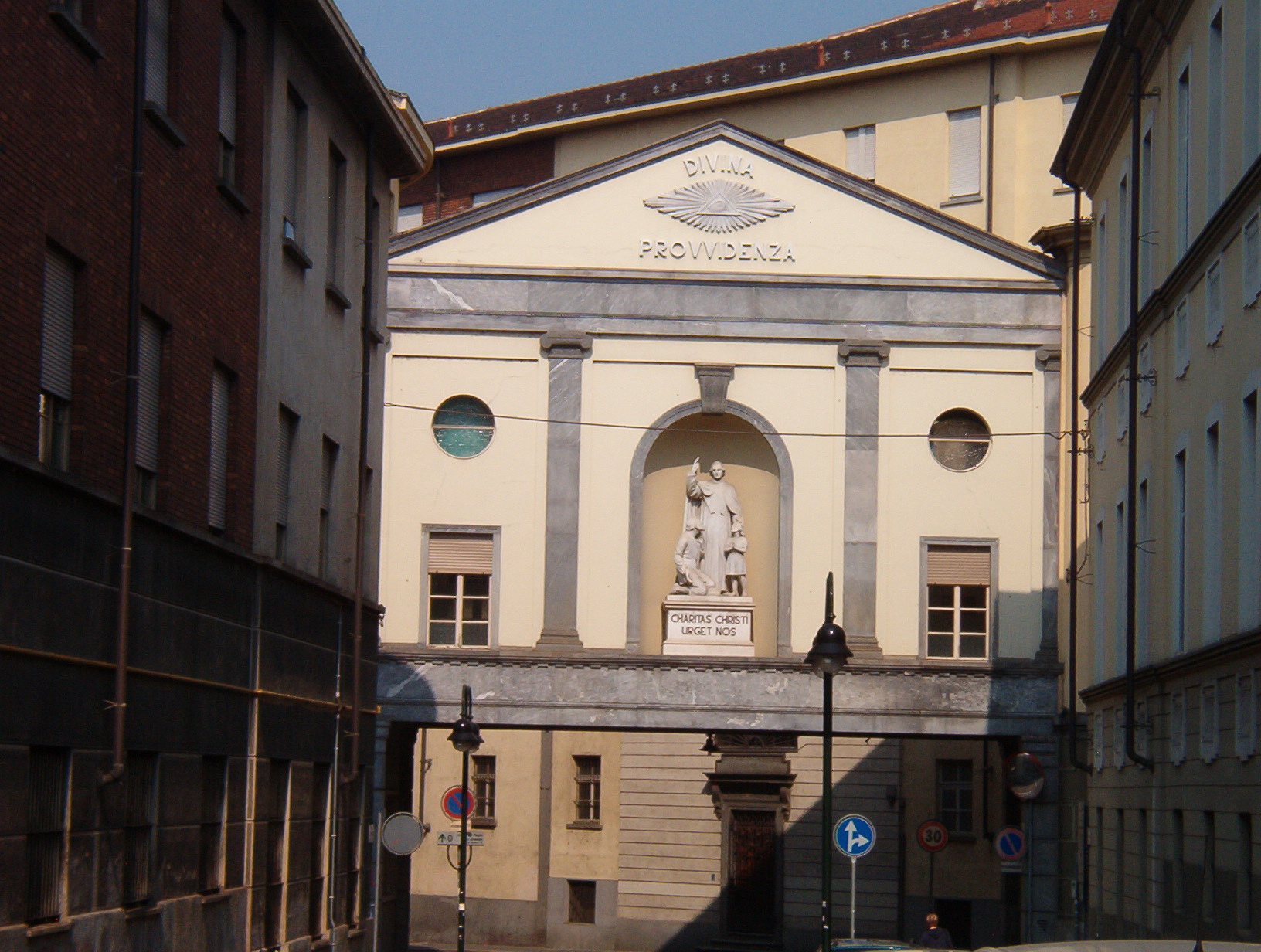
La Piccola Casa della Divina Provvidenza a Torí

Va néixer a Bra, llavors al Regne de Sardenya, en el si d'una família burgesa benestant, essent el major de dotze germans. Molt religiós, de petit ja va mostrar la seva sensibilitat envers els necessitats i pobres. Va entrar al seminari als divuit anys. Va ésser ordenat sacerdot el 8 de juny de 1811 i continuà estudiant teologia, treballant com a rector en pobles petits. El 1827 va ésser canonge a l'església del Corpus Domini de Torí; un dia va anar a casa d'un home pobre malalt que, per aquesta raó no havia pogut anar a un hospital i morí mentre era amb ell. Va decidir llavors consagrar la seva vida a millorar la dels malalts i els desheretats.
El 17 de gener de 1828, va obrir una casa a Torí, el Dipòsit dels Pobres Malalts de Corpus Domini o Dipòsit de la Volta Rossa. Va haver de tancar el setembre de 1831 per ordre governativa, ja que es temia a una epidèmia de còlera, però va tornar a obrir a Borgo Dora, barriada de Torí, amb el nom de Piccola Casa della Divina Provvidenza (Petita Casa de la Divina Providència) el 27 d'abril de 1832. El seu objectiu era hostatjar-hi tota mena de pobres o necessitats, independentment de la malaltia que tinguessin. La congregació se sostenia només per les donacions i llegats voluntaris dels particulars. Aviat l'establiment es feu popular i els torinesos el van començar a conèixer com «el Cottolengo». Aviat també es convertí en el lloc d'acollida d'alguns malalts que altres hospitals refusaven, com malalts mentals, epilèptics greus, sordmuts, etc. També acollia joves i nens en dificultats, als quals s'educava i preparava perquè poguessin trobar un treball.
Per mantenir la institució, creà una congregació religiosa de germanes i grups de preveres, germans i grups de voluntaris laics que ajudessin a les obres de caritat i beneficència. Va morir a Chieri, al Piemont, el 1842, quan la congregació que havia fundat ja s'havia consolidat i estès arreu del món.

## Honors
Comendador de l'orde de Sant Maurici i Sant Llàtzer